# Gerard van Hooft
G.O.P.C (Gerard) van Hooft (Oisterwijk, 3 september 1962) is een Nederlands kandidaat politicus. Hij is sinds 2017 namens 50PLUS actief, onder meer in partijbestuursfuncties en was lijsttrekker bij de Tweede Kamerverkiezingen 2023 waarbij geen zetel behaald werd.

## Biografie
Van Hooft studeerde van 1981 tot 1985 bedrijfseconomie aan de Fontys Hogeschool.
Hij was werkzaam als adviseur in de financiële sector en is mede-eigenaar van een vastgoedbedrijf
In 2017 werd Van Hooft lid van de partij 50PLUS. Hij werd in datzelfde jaar lid van de financiële commissie. Van mei 2018 tot augustus 2019 was hij penningmeester en van augustus 2020 tot december 2022 vicevoorzitter. Na het plotselinge vertrek van voorzitter Peter Schut in december 2022 nam Van Hooft de functie van waarnemend voorzitter voor zijn rekening tot juni 2023.
Van Hooft werd in de zomer van 2023 door de partij geroyeerd toen bleek dat hij eerder in zijn rol als partijbestuurder de contributie had verlaagd. Hij zou hiermee de drempel voor zijn eigen aanhang om lid te worden van de partij hebben verlaagd. Na een kort geding werd het royement opgeheven.
Voor de Tweede Kamerverkiezingen van 2023 meldde Van Hooft zich aan als kandidaat-lijsttrekker. Vlak voor het partijcongres van 30 september in Ede werd Van Hooft echter opnieuw geroyeerd. Tijdens het partijcongres liepen de gemoederen hoog op en de politie verwijderde Van Hooft uit het gebouw. Het bestuur, met onder andere voorzitter Jorien van den Herik, kondigde later die dag aan bij de volgende algemene ledenvergadering op te zullen stappen.
Op 7 oktober 2023 werd Van Hooft in een online vergadering met 51% van de stemmen gekozen tot lijsttrekker van 50PLUS. De partij behaalde echter bij de verkiezingen van 2023 geen zetel.
- Parlement.com: vm7sjpmc1vhs